# Bandiera autonoma di Evenk
La bandiera autonoma di Ewenki (鄂温克族自治旗S, Èwēnkèzú ZìzhìqíP) è una bandiera della Mongolia Interna, regione autonoma della Cina. Essa è amministrata dalla prefettura di Hulunbuir.